# Hipótesis de tsunami en Cumbre Vieja

Ubicación de Canarias en España

Ubicación de La Palma en Canarias

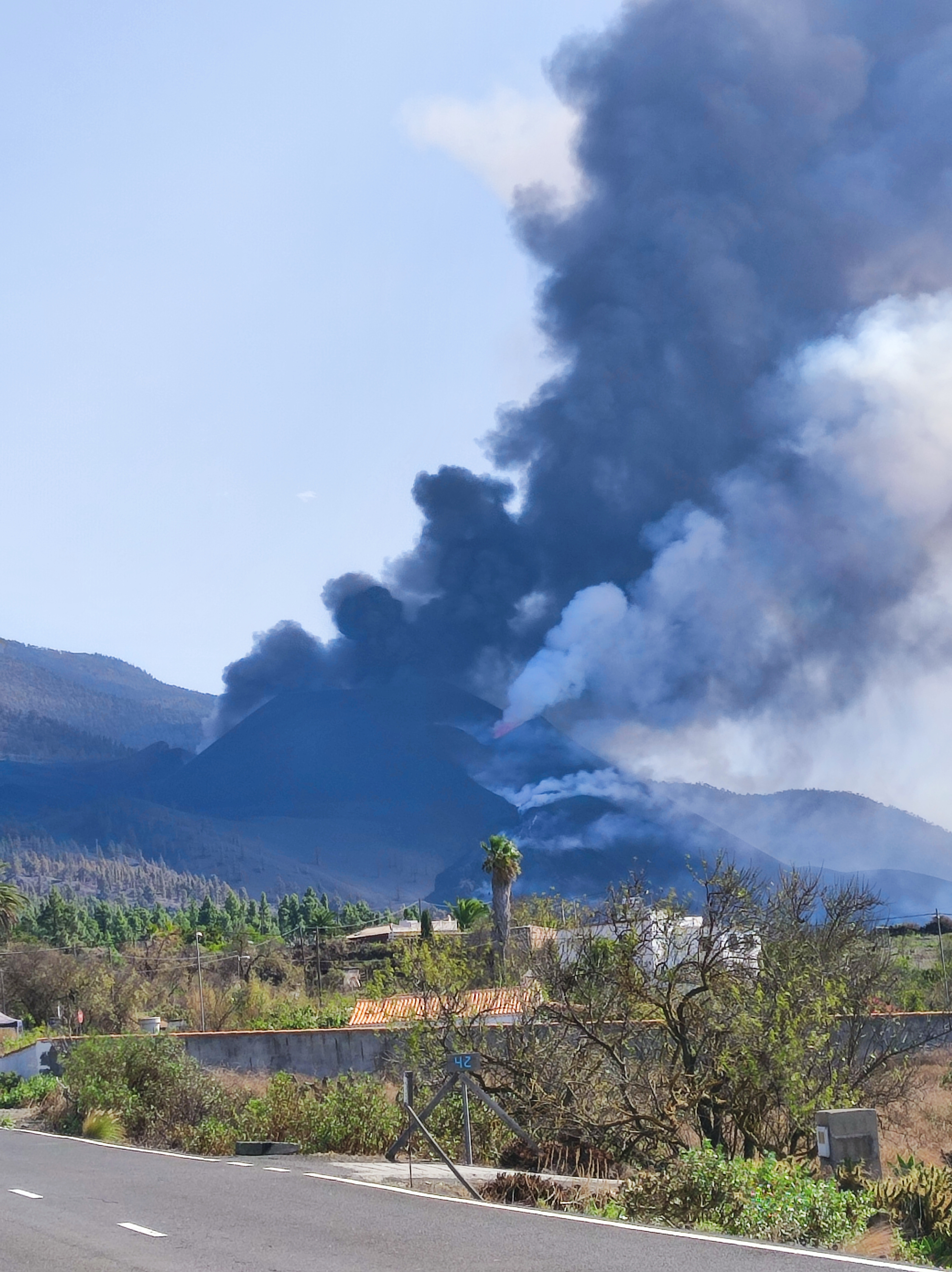
Erupción de 2021

La hipótesis de tsunami en Cumbre Vieja se refiere al riesgo de que una erupción volcánica en la isla de La Palma, Canarias, España, pueda causar un gran corrimiento de tierra que desencadene un megatsunami en el océano Atlántico. 
Steven N. Ward y Simon Day, en un artículo de investigación de 2001, sugirieron que un cambio Holoceno en la actividad eruptiva del volcán Cumbre Vieja y una fractura en el mismo, que se formó durante una erupción en 1949, pueden ser el preludio de un colapso gigante. Estimaron que ello podría causar tsunamis de hasta 1000 metros en todo el Atlántico norte y afectar gravemente a países tan lejanos como los que están en América del Norte. Investigaciones posteriores han debatido si el tsunami aún tendría un tamaño significativo lejos de La Palma, ya que la ola podría decaer rápidamente en altura lejos de la fuente y las interacciones con las plataformas continentales podrían reducir aún más su tamaño.
El Instituto Vulcanológico de Canarias ha indicado en varias ocasiones que la probabilidad de que esto pueda ocurrir es muy baja: «esta hipótesis ha sido rebatida y descartada» por «numerosos investigadores», pues se tendría que producir de forma simultánea una erupción de gran magnitud a la vez que un terremoto de una magnitud muy por encima de la media, lo cual es «sumamente remoto»: «Cumbre Vieja es estable, incluso bajo los efectos de erupciones semejantes a las ocurridas en las últimas decenas de miles de años». También el Servicio Geológico de los Estados Unidos se ha pronunciado en el mismo sentido.
La evidencia indica que la mayoría de los colapsos en las islas Canarias ocurrieron como eventos de múltiples etapas que no son tan efectivos para crear tsunamis, y un colapso de múltiples etapas en La Palma también resultaría en tsunamis más pequeños. La tasa de recurrencia de colapsos similares es extremadamente baja, aproximadamente uno cada 100 000 años o menos en el caso de las islas Canarias. Otros volcanes en todo el mundo corren el riesgo de causar este tipo de tsunamis.
Las islas volcánicas y los volcanes en tierra, con frecuencia, sufren grandes deslizamientos o colapsos, que se han documentado en distintas partes del mundo. Un ejemplo reciente fue el Anak Krakatau, que colapsó y provocó el tsunami del estrecho de Sunda en 2018.

## Tsunamis causados por deslizamientos
Los deslizamientos de tierra gigantes y los colapsos de los volcanes de las islas oceánicas se describieron por primera vez en 1964 en Hawái y ahora se sabe que ocurren en casi todas las cuencas oceánicas. A medida que los volcanes crecen en tamaño, se vuelven inestables y colapsan, generando los deslizamientos de tierra y colapsos como el del Monte St. Helens en 1980 y muchos otros. En las islas hawaianas se han identificado derrumbes con volúmenes de más de 5000 kilómetros cúbicos.
Se han identificado varios de estos deslizamientos de tierra en las Islas Canarias, especialmente en los volcanes más activos, El Hierro, La Palma y Tenerife, donde se registran alrededor de 14 eventos de este tipo a través de sus depósitos. En su mayoría toman la forma de flujos de escombros con volúmenes de 50 - 200 kilómetros cúbicos que emanan de una depresión en forma de anfiteatro en la isla volcánica y tienen 3000-4000 metros de profundidad. No parecen formarse a través de colapsos individuales; las fallas en múltiples etapas que duran horas o días parecen ser más comunes como se ha inferido de los patrones de depósitos de turbidita generados por deslizamientos de tierra en la cuenca de Agadir al norte de las Islas Canarias. El evento más reciente de este tipo tuvo lugar en El Hierro hace 15 000 años y más tarde fue re-fechado para haber ocurrido entre 87 000 ± 8000 (margen de incertidumbre) y 39 000 ± 13 000 años. 
Muchos procesos están involucrados en el inicio de la inestabilidad del volcán y la eventual falla del edificio. Mecanismos que desestabilizan los edificios volcánicos hasta el punto de colapsar incluyen la inflación y deflación de las cámaras de magma durante la entrada de nuevo magma, la intrusión de criptodomas y diques, y la inestabilidad de las pendientes bajo la carga de los flujos de lava y las cúpulas de lava sobredimensionadas. Se han encontrado colapsos periódicos en algunos volcanes, como en Agustín y Colima. Además, los volcanes en escudo tienen diferentes propiedades mecánicas que los estratovolcanes, así como pendientes más planas y sufren colapsos más grandes que estos últimos. Finalmente, la estabilidad mecánica tanto del edificio volcánico como del sótano subyacente y la influencia del clima y los cambios del nivel del mar juegan un papel clave en la estabilidad del volcán.

### Riesgo de tsunamis
Los grandes colapsos de volcanes han generado tsunamis, de los cuales alrededor del 1% se relaciona con el colapso volcánico; tanto los pequeños derrumbes como los deslizamientos de tierra vinculados a terremotos que tuvieron lugar en tiempos históricos generaron tsunamis. El terremoto de Papúa Nueva Guinea de 1998, en particular, llamó la atención sobre este peligro. El tsunami más reciente de este tipo es el tsunami del Estrecho de Sunda de 2018, que fue causado por un colapso del flanco de Anak Krakatau y causó al menos 437 muertes. La posibilidad de un gran colapso de este volcán provocando un tsunami ya se conocía antes del evento de 2018.
Otros ejemplos registrados históricamente incluyen el terremoto de Grand Banks de 1929, el tsunami de la bahía de Lituya, un tsunami de 2002 en Stromboli que causó graves daños a los asentamientos costeros, el tsunami de 1888 causado por el colapso de la isla Ritter que mató a unas 3000 personas y es el mayor colapso histórico con formación de tsunamis con un volumen de 5 kilómetros cúbicos, y el colapso de Shimabara en 1792 del volcán Unzen en Japón, que cobró alrededor de 14.538 víctimas. En total, los tsunamis generados volcánicamente son responsables de aproximadamente el 20% de todas las muertes relacionadas con erupciones volcánicas.
Los deslizamientos de tierra prehistóricos que causaron tsunamis incluyen el deslizamiento de Storegga hace 8200 años, 3000 kilómetros cúbicos de deslizamiento de tierra submarino frente a Noruega que generó un tsunami registrado a partir de evidencia geológica en las islas Feroe, Noruega y Escocia. El deslizamiento de tierra se ha modelado como una falla regresiva que se movió a una velocidad de 25-30 metros por segundo (90,0-108 km/h). Otro tsunami inducido por deslizamientos de tierra inundó Santiago, Cabo Verde, hace 73 000 años después del colapso del volcán vecino Fogo. Más controvertida es la evidencia de tsunamis pasados inducidos por deslizamientos de tierra en Kohala y Lanai en las Islas Hawaianas y en Gran Canaria en las Islas Canarias, y se han reportado otros depósitos candidatos de tsunamis inducidos por deslizamientos de tierra en Bermudas, Eleuthera, Mauricio, Rangiroa y Estrómboli.
El tamaño de tales tsunamis depende tanto de los detalles geológicos del deslizamiento de tierra (su número de Froude), como de los supuestos sobre la hidrodinámica del modelo utilizado para simular la generación de tsunamis, por lo que tienen un gran margen de incertidumbre. En general, los tsunamis inducidos por deslizamientos de tierra decaen más rápidamente con la distancia que los tsunamis inducidos por terremotos, ya que los primeros, a menudo con una estructura dipolar en la fuente, tienden a extenderse radialmente y tienen una longitud de onda más corta mientras que los segundos se dispersan poco, ya que se propaga perpendicularmente a la fuente de falla. Probar si un modelo de tsunami dado es correcto se complica por la rareza de los colapsos gigantes. El término megatsunami ha sido definido por los medios de comunicación y no tiene una definición precisa, aunque comúnmente se utiliza para referirse a tsunamis de más de 100 metros (109,4 yd) de alto.

## Cumbre Vieja y el océano Atlántico

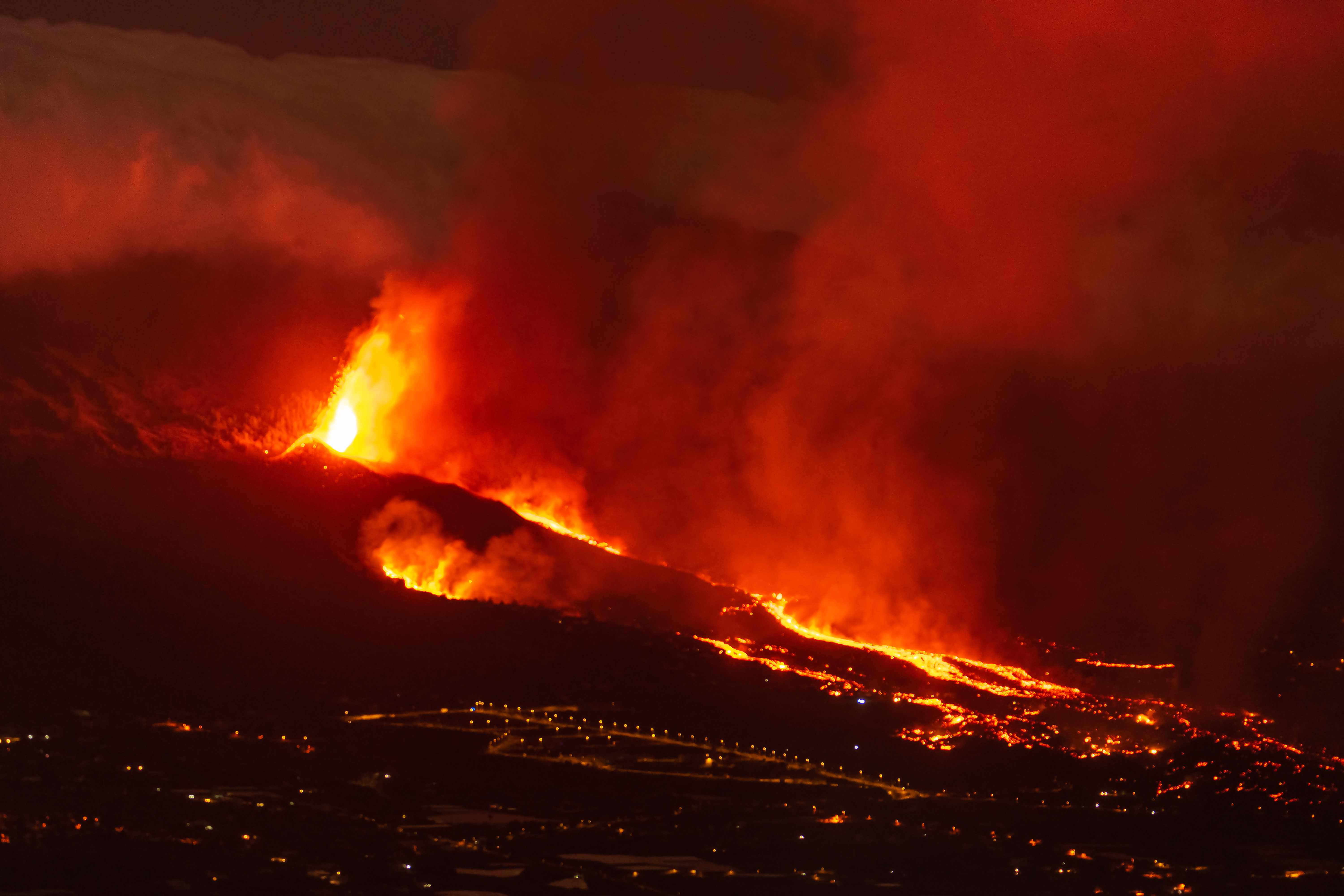
Erupción del Cumbre Vieja en la madrugada del 20 de septiembre de 2021

El volcán Cumbre Vieja se encuentra en el tercio sur de La Palma (Islas Canarias) y se eleva unos 2 kilómetros (1,2 mi) sobre el nivel del mar y 6 kilómetros (3,7 mi) sobre el lecho marino. Es el volcán de más rápido crecimiento en el archipiélago y, por lo tanto, peligroso en términos de derrumbes y deslizamientos de tierra. Se produjeron varios colapsos desde el Plioceno, seguidos por el crecimiento de Cumbre Vieja durante los últimos 125 000 años. La última erupción comenzó el 19 de septiembre de 2021 después de una semana de actividad sísmica. 
Durante el Holoceno, la actividad volcánica en Cumbre Vieja se ha concentrado a lo largo de un eje norte-sur, lo que puede reflejar una falla de desprendimiento incipiente debajo del volcán. Durante la erupción de 1949, se desarrolló una falla normal de 4 kilómetros (2,5 mi) de largo a lo largo de la cresta de Cumbre Vieja; ha estado inactivo desde entonces y las erupciones anteriores no formaron tales fallas, que no tienen la apariencia de fallas de graben. La geodesia no ha identificado el movimiento continuo del flanco. A diferencia de Hawái, los movimientos de flanco en las Islas Canarias parecen ocurrir principalmente durante episodios volcánicos. 
Los tsunamis son menos comunes en el océano Atlántico que en el Pacífico o el océano Índico, pero se han observado, por ejemplo, después del terremoto de Lisboa de 1755. Aparte de las fallas, los volcanes submarinos como Kick'em Jenny y los deslizamientos de tierra son fuentes de tsunamis en el Atlántico. Los tsunamis no son exclusivos del mar; un deslizamiento de tierra en la presa del Vajont en 1963 provocó un megatsunami que provocó alrededor de 2000 muertes, y se han registrado pruebas de tsunamis pasados en el lago Tahoe.

## Modelos

### Modelo de Ward y Day (2001)
Ward y Day (2001) estimaron que la parte inestable de Cumbre Vieja sería de al menos 15 kilómetros (9,3 mi) de ancho en dirección norte-sur. A la luz del comportamiento de otros colapsos de sectores documentados, como el del monte Santa Helena, es probable que el velo de la parte inestable de Cumbre Vieja sea de 2-3 kilómetros (1,2-1,9 mi) al este de la falla de 1949 y la punta del sector se encuentra a 1-3 kilómetros (0,6-1,9 mi) de profundidad por debajo del nivel del mar. Las observaciones batimétricas al oeste de La Palma apoyan esta interpretación. No tenían suficiente información para estimar el grosor del bloque, pero supusieron que tendría un volumen de aproximadamente 150-500 kilómetros cúbicos y la forma de una cuña, comparable al deslizamiento de tierra gigante de Cumbre Nueva hace 566 000 años también en La Palma.
Los autores utilizaron la teoría de ondas lineales para estimar el tsunami inducido por la Cumbre Vieja simulada. Utilizaron un escenario de un colapso de 500 kilómetros cúbicos que se mueve a una velocidad de unos 100 metros por segundo (360 km/h) sobre una capa de lodo o brecha de deslizamiento de tierra, que lubrica su movimiento y, finalmente, se extiende 60 kilómetros (37,3 mi) para cubrir un área en forma de jarra de 3500 kilómetros cuadrados (1351,4 mi²). Ignorando que el deslizamiento de tierra excava parte del flanco de Cumbre Vieja, asumiendo así que no contribuye a ninguna generación de tsunami, estimaron el siguiente momento del tsunami:
- 2 minutos: A 900 metros (984,3 yd) una gruesa cúpula de agua se eleva sobre el deslizamiento de tierra.[37]
- 5 minutos: la cúpula se derrumba a una altura de 500 metros (546,8 yd) medida que avanza 50 kilómetros (31,1 mi); además, se forman valles de ondas.[37]
- 10 minutos: el deslizamiento de tierra ha terminado. Olas que alcanzan alturas de 400-600 metros (437,4-656,2 yd) golpeó las tres Islas Canarias occidentales.[38]
- 15 a 60 minutos: 50-100 metros (54,7-109,4 yd) olas altas azotan África. A 500 kilómetros (310,7 mi) un amplio tren de olas avanza a través del Atlántico.[38]
- 3 a 6 horas: las olas golpean Sudamérica y Terranova, alcanzando alturas de 15-20 metros (16,4-21,9 yd) y 10 metros (10,9 yd), respectivamente. España e Inglaterra están parcialmente protegidas por La Palma, por lo que las olas del tsunami solo alcanzan los 5-7 metros (5,5-7,7 yd).[38]
- 9 horas: olas de 20-25 metros (21,9-27,3 yd) se acercan a Florida; no se espera que crezcan más cuando lleguen a la costa.[38]

Francia y la península ibérica también se verían afectadas. Además, los autores concluyeron que el tamaño del tsunami se escala aproximadamente con el producto de la velocidad del deslizamiento de tierra y su volumen. Sugirieron que se pueden encontrar rastros de tsunamis pasados en el sureste de los Estados Unidos, en la plataforma continental, en el noreste de Brasil, en las Bahamas, África occidental.

### Modelos más tardíos
Mader (2001) empleó un código de aguas poco profundas que incluye la fricción y la fuerza de Coriolis. Asumiendo el comportamiento de la ola en aguas poco profundas, incluso con el ascenso, las alturas eventuales del tsunami en los EE. UU. y el Caribe no excederían los 3 metros (3,3 yd) y en África y Europa no superaría los 10 metros (10,9 yd). Mader también estimó que la dispersión a lo largo de la costa de los Estados Unidos podría reducir la amplitud del tsunami a menos de 1 metro (1,1 yd).
Gisler, Weaver y Gittings (2006) utilizaron información batimétrica y el llamado hidrocódigo SAGE para simular el tsunami derivado de deslizamientos de tierra de diversas formas. Los deslizamientos de tierra generan una sola ola que eventualmente se desprende del deslizamiento de tierra a medida que este último se ralentiza. Las ondas tienen longitudes de onda y períodos más cortos que los teletsunamis y, por lo tanto, no se propagan tan efectivamente como estos últimos lejos de la fuente y decaen aproximadamente con la inversa de la distancia. Tales tsunamis serían un peligro mayor para las Islas Canarias, el este de las Antillas Menores, Iberia, Marruecos y el noreste de América del Sur que para América del Norte, donde solo tendrían unos pocos centímetros de altura.
Løvholt, Pedersen y Gisler en 2008 publicaron otro estudio que empleó el peor escenario de deslizamiento de tierra de Ward y Day 2001, pero utilizó un modelo hidrodinámico que tiene en cuenta la dispersión, los efectos no lineales y la deformación del propio material de deslizamiento de tierra para simular las ondas generadas por tal colapso. En este modelo, el deslizamiento de tierra tuvo un volumen de 375 kilómetros cúbicos y una velocidad máxima de190 metros por segundo (684 km/h). Esto genera una ola de avance alta que eventualmente se separa del deslizamiento de tierra, mientras que el flujo turbulento detrás del deslizamiento genera olas más bajas. En general, se desarrolla un campo de ondas complejo con una onda frontal en forma de hoz de más de 100 metros (109,4 yd) de altura cuando alcanza un radio de 100 kilómetros (62,1 mi). Las ondas no decaen a un ritmo constante con la distancia, con la onda crestal decayendo un poco más rápido que 1 / distancia mientras que la onda posterior decae un poco más lentamente. Por lo tanto, a distancia, las ondas posteriores pueden llegar a ser más altas que la onda principal, especialmente las ondas que se propagan hacia el oeste muestran este comportamiento. También se desarrollan perforaciones onduladas, un factor que no se considera comúnmente en los modelos de tsunamis.
En el modelo de Løvholt, Pedersen y Gisler 2008, el impacto en las Islas Canarias sería bastante severo, con el tsunami alcanzando alturas de más de 10-188 metros (10,9-205,6 yd), amenazando incluso valles y pueblos del interior y golpeando gravemente las dos ciudades más grandes de las islas (Santa Cruz y Las Palmas). El impacto en Florida no sería tan severo como en el modelo de Ward y Day (2001) por un factor de 2-3 pero aún se producirían olas de varios metros de altura alrededor del Atlántico Norte. Frente a la costa de Estados Unidos, la amplitud de las olas alcanzaría los 9,6 metros (10,5 yd).
Abadie et al. 2009 simuló tanto la geometría de deslizamientos de tierra más realista como los tsunamis que resultarían de ellos cerca de su fuente. Llegaron a la conclusión de que los volúmenes más realistas serían de 38-68 kilómetros cúbicos para un pequeño colapso y 108-130 kilómetros cúbicos para un gran colapso. La altura inicial de la ola depende en gran medida de la viscosidad del deslizamiento de tierra y puede superar los 1,3 kilómetros (0,8 mi).
Løvholt, Pedersen y Glimsdal 2010 señalaron que los tsunamis generados por deslizamientos de tierra pueden tener una ola principal más pequeña que las olas siguientes, lo que requiere un modelo de ola dispersiva. Simularon una inundación en Cádiz resultante de un colapso de 375 kilómetros cúbicos en La Palma. El recorrido encontrado de unos 20 metros (21,9 yd) y el posible desarrollo de perforaciones ondulares.
Abadie, Harris y Grilli 2011 emplearon simulaciones tridimensionales con el simulador hidrodinámico THETIS para reproducir los tsunamis inducidos por fallas de 20 km cúbicos, 40 km cúbicos, 80 km cúbicos y 450 km cúbicos. Estos volúmenes fueron tomados de estudios sobre la estabilidad del flanco occidental de La Palma, mientras que los 450 km cúbicos refleja los peores escenarios de estudios anteriores sobre tsunamis en Cumbre Vieja. El deslizamiento de tierra se dirige hacia el suroeste e induce un tren de olas, con el colapso de los 80 km cúbicos, a una altura máxima de ola de 80 metros (87,5 yd). En El Hierro, el tsunami puede elevarse a una altura de 100 metros (109,4 yd), mientras que el tren de olas rodea La Palma y continúa hacia el este con una altura de 20-30 metros (21,9-32,8 yd).
Zhou et al. 2011 utilizó simulaciones numéricas para modelar varios tsunamis, incluido un escenario resultante de una falla masiva en La Palma. Supone un volumen menor de 365 km cúbicos ya que el colapso golpea solo el flanco occidental y no asume una dirección de propagación dirigida hacia el suroeste, lo que aumenta el peligro para la costa de los EE. UU. El tsunami resultante se acerca a la costa de Estados Unidos entre 6 y 8 horas después del colapso, de norte a sur. Las olas crecen debido a los cardúmenes a medida que se acercan a la plataforma continental pero luego disminuyen debido al aumento de la fricción del fondo y finalmente alcanzan alturas de 3-10 metros (3,3-10,9 yd) cuando llegan a tierra. No está claro el impacto de la formación de un orificio ondular en el runup.
Abadie et al. 2012 simuló tanto el desarrollo de olas utilizando modelos dispersivos que incluyen efectos no lineales, como el comportamiento del deslizamiento de tierra que los generó a través de modelos de estabilidad de taludes y resistencia del material. Consideraron ambos volúmenes de 38-68 km cúbicos, obtenido a partir de investigaciones sobre la estabilidad del flanco de Cumbre Vieja, así como volúmenes de 500 km cúbicos según la hipótesis del estudio original de Ward y Day de 2001. El deslizamiento tiene un comportamiento de aceleración complejo y la mayoría de las ondas se forman durante un período corto al principio del deslizamiento donde el número de Froude excede brevemente 1; la ola inicial puede alcanzar una altura de 1,3 kilómetros (0,8 mi) - 0,8 kilómetros (0,5 mi) y finalmente se forman trenes de ondas, que se difractan alrededor del extremo sur de La Palma y llegan a las demás Islas Canarias. Al aumentar el volumen, la longitud de onda se acorta y la amplitud aumenta, lo que produce ondas más pronunciadas. Abadie et.al 2012 estimó una rápida desintegración de las ondas con la distancia, pero advirtió que dado que su modelo no era apropiado para simular la propagación de ondas de campo lejano, la desintegración puede ser exagerada. En Canarias, la inundación alcanzaría una altura de 290 metros (317,1 yd) en La Palma; incluso para 80 km cúbicos alcanzaría alturas de 100 metros (109,4 yd) en la ciudad de Santa Cruz de La Palma (población 18.000) mientras que la ciudad más grande de La Palma (Los Llanos de Aridane, población 20 000) puede salvarse. Las olas tardarían aproximadamente una hora en propagarse a través del archipiélago, y ciudades importantes de todas las Islas Canarias serían golpeadas por tsunamis sustanciales independientemente del tamaño del deslizamiento de tierra.
Tehranirad et al. 2015 modeló el impacto de deslizamientos de tierra de 450 km cúbicos y de colapsos de 80 km cúbicos en Ocean City, Maryland, el área circundante, Europa, África y las Islas Canarias, utilizando los FUNWAVE-TD. Descubrieron que para un volumen mayor, la onda principal es más grande y se forma más lejos de la isla. Para un volumen de 450 km cúbicos, el tsunami golpea África después de 1 a 2 horas, seguido de Europa entre 2 y 3 horas, el Atlántico central entre 4 y 5 horas y la plataforma continental de Estados Unidos entre 7 y 9 horas. En la plataforma continental, el tren de olas se ralentiza y el número de olas principales cambia. La batimetría, como la presencia de topografía submarina, altera el comportamiento de la ola. En los 450 km cúbicos el escenario después de poco más de 8 horas desde el colapso, las olas del tsunami llegan a las áreas cercanas a la costa de los Estados Unidos, donde su altura decae a medida que atraviesan la plataforma continental. Las eventuales alturas de las olas a los 5 metros (5,5 yd) de profundidad es de aproximadamente 0-2 metros (0-2,2 yd) para los colapsos de 80 km cúbicos y 1-5 metros (1,1-5,5 yd) para los colapsos de 450 km cúbicos; el impacto es peor en Carolina del Norte, pero también Nueva York y Florida se ven afectadas incluso si la refracción alrededor del cañón del río Hudson mitiga el impacto en la ciudad de Nueva York. En Europa, las olas de tsunami llegan después de 1 a 2 horas; incluso con un colapso menor de 80 km cúbicos el impacto alrededor de Coimbra y Lisboa es severo con olas de 5 metros (5,5 yd) de altura, ya que Europa está más cerca de La Palma.
Abadie et.al 2020 repitió sus simulaciones de 2012 utilizando un modelo que incorpora un comportamiento viscoso para obtener la altura de las olas en el Atlántico, el mar Caribe y Europa Occidental para deslizamientos de tierra con un volumen de 20 km cúbicos, 40 km cúbicos y 80 km cúbicos. Esta simulación arroja una altura de ola inicial más baja (80 metros (87,5 yd) para los 80 km cúbicos deslizamiento de tierra) y un perfil más plano de la perturbación inicial del nivel del agua. La altura de las olas alcanza los 0,15 metros (0,2 yd) en el Cantábrico, 0,75 metros (0,8 yd) en el sur de Portugal,0,4-0,25 metros (0,4-0,3 yd) a lo largo de las costas francesas, 0,75-0,5 metros (0,8-0,5 yd) en Guadalupe, todo por los 80 km cúbicos. Las alturas del tsunami en Agadir, Esauira y Sufi superan los 5 metros (5,5 yd), en Lisboa, La Coruña, Oporto y Vigo unos 2 metros (2,2 yd) y a lo largo de partes de las costas francesas 1 metro (1,1 yd); en Guadalupe incluso un pequeño deslizamiento de tierra (20 km cúbicos) puede provocar inundaciones generalizadas.
Ward y Day (2006) indicaron que los efectos combinados de varios trenes de olas pueden amplificar el impacto del tsunami sobre el de una sola ola. La investigación de Frohlich et al. 2009 sobre rocas emplazadas en Tongatapu respaldó la hipótesis de grandes tsunamis inducidos por deslizamientos de tierra y Ramalho et al. 2015 identificó evidencia de un megatsunami, lo que implica un colapso de un solo paso, causado por el colapso del volcán Fogo en las islas de Cabo Verde.

## Críticas
Los hallazgos de Ward y Day (2001) han recibido una atención considerable, amplificada por una mayor preocupación después del terremoto del océano Índico de 2004 sobre los peligros planteados por los tsunamis, y, a su vez, una mayor conciencia de los riesgos de los megatsunamis y otros fenómenos. La cobertura del riesgo de colapso fue criticada por exageración, en particular la cobertura en los medios de comunicación norteamericanos e ingleses. Han provocado un debate sobre su validez y los escenarios de deslizamientos de tierra y olas empleados. Se han utilizado varios modelos con diferentes especificaciones físicas para simular las olas inducidas por tal deslizamiento de tierra. Estimaciones posteriores han cuestionado las suposiciones hechas por Ward y Day en 2001, principalmente con respecto a lo siguiente:
- Los autores emplearon un modelo de tsunami lineal que puede no reflejar adecuadamente los procesos no lineales como el rompimiento de olas que podría reducir la altura del tsunami resultante en un factor de aproximadamente 10.[103][13] La dispersión de las olas también podría actuar para reducir el tsunami de altura desde la ola inducida por el deslizamiento de tierra de Ward y Day 2001 se comporta como una ola de profundidad de agua intermedia.[104]
- La velocidad y la aceleración estimadas del deslizamiento de tierra pueden ser irrealmente altas para las pendientes por las que se movería y, por lo tanto, inadecuadas para establecer un acoplamiento efectivo entre el tsunami y el deslizamiento de tierra.[105] Investigaciones posteriores han encontrado evidencia de que se han alcanzado velocidades suficientes durante los colapsos en otros volcanes.[106]
- El deslizamiento de tierra modelado por Ward y Day en 2001 puede ser inverosímilmente grueso dados los volúmenes conocidos de mega-deslizamientos de tierra en las Islas Canarias, y los colapsos pueden haber ocurrido en múltiples pasos en lugar de una sola falla[107][13] o pueden tener un volumen menor.[108] El grosor del deslizamiento de tierra es un problema particular, ya que se han obtenido diferentes estimaciones en varios volcanes.[109] Otro problema es si los deslizamientos de tierra gigantes ocurren como una falla de un solo paso (como se argumentó para los deslizamientos de tierra gigantes de Hawai) o fallas de múltiples etapas (como parece ser más común en las Islas Canarias)[110] y el apilamiento en depósitos de turbidita generados por deslizamientos de tierra son un indicador confiable de que estos deslizamientos de tierra ocurrieron de manera gradual.[111]

En general, muchos de estos estudios han encontrado alturas de ola más bajas a distancia que el artículo original de Ward y Day 2001. También hay preguntas sobre el límite sur del ancho de la zona inestable, sobre si la fluencia podría estabilizarla y sobre si realmente existe.

### Probabilidad
La humanidad nunca ha sido testigo de enormes derrumbes en La Palma y hay pruebas de que el flanco occidental de La Palma es actualmente estable y es poco probable que se produzca un derrumbe en un futuro próximo. Un deslizamiento de tierra gigante en el peor de los casos como el modelado por Ward y Day en 2001 es un evento de muy baja probabilidad, probablemente mucho menos común que una vez cada 100 000 años que es la tasa probable de ocurrencia de grandes deslizamientos de tierra en las Islas Canarias. Un escenario de deslizamiento de tierra más pequeño, Tehranirad et al. 2015, definido como «el peor de los casos extremadamente creíble», tiene una tasa de recurrencia de aproximadamente una vez cada 100 000 años. Debido a su baja probabilidad de incidencia, se considera que el peligro de grandes derrumbes de flancos en La Palma es bajo. Los períodos de retorno no son el único factor que interviene en la estimación del riesgo, ya que debe tenerse en cuenta la cantidad de daño causado por un evento extremo. A nivel mundial, el período de retorno de tsunamis gigantes inducidos por deslizamientos de tierra puede superar uno por cada 10 000 años.

## Impacto potencial
Un tsunami de deslizamiento de tierra de Cumbre Vieja puede constituir una amenaza para Brasil, Canadá, Caribe, Irlanda, Marruecos, el noreste de Estados Unidos, Portugal y el Reino Unido. El impacto no se limitaría a los humanos. Aparte del peligro de tsunami, el impacto de un gran colapso en las personas que viven en la isla sería severo. Las comunidades de El Paso, Fuencaliente, Los Llanos y Tazacorte están ubicadas en el bloque inestable.

## Cine y televisión
La hipótesis de un megatsunami generado por un colapso de un volcán en La Palma ha sido explorada en varias producciones de cine, televisión y documentales.

### Mega-Tsunami: Wave of Destruction
Este documental del año 2000, parte de la serie Horizon, de la BBC, analiza la posibilidad de un megatsunami causado por el colapso de un volcán en La Palma. Se centra en la teoría propuesta por los geólogos Simon Day y Bill McGuire en 2001, que sugiere que un colapso en La Palma podría generar un tsunami gigante con impacto en la costa este de EE. UU. y el Caribe.

### Doomsday Earth: Mega Tsunami
Este documental de National Geographic de 2011 explora los posibles efectos devastadores de un megatsunami generado por un deslizamiento de tierra masivo en el volcán de La Palma, analizando cómo una ola de tal magnitud podría impactar diversas regiones costeras alrededor del Atlántico.

### La Palma
La Palma es una miniserie noruega de cuatro episodios disponible en Netflix que narra la historia de una familia noruega de vacaciones en la isla de La Palma, en las Islas Canarias, durante la Navidad. Su estancia se ve interrumpida cuando una investigadora descubre señales alarmantes de una inminente erupción volcánica en el volcán Cumbre Vieja, lo que desencadena una serie de eventos catastróficos que ponen en peligro a los habitantes y turistas de la isla.
La serie, creada por Martin Sundland, Lars Gudmestad y Harald Rosenløw-Eeg, se inspira en la erupción real del volcán Cumbre Vieja ocurrida en 2021. Aunque toma elementos de este evento, la trama introduce situaciones ficticias, como la amenaza de un megatsunami, para intensificar el drama y el suspenso.
A pesar de su éxito en más de 80 países, La Palma ha generado numerosas críticas, especialmente en España. Se ha señalado la falta de veracidad en la representación de los hechos, especialmente en lo que respecta a la argumentación científica, la erupción y el megatsunami, que ha sido objeto de debate.

## Otros volcanes con hipotéticas amenazas
Otros volcanes en el mundo con tales riesgos de deslizamientos de tierra incluyen:
- Anak Krakatau, que está volviendo a crecer rápidamente después de su colapso en 2018.[127]
- Agustín.[128]
- Fogo y Santo Antao en las islas de Cabo Verde, aunque este último está actualmente inactivo y no está claro si el primero, que sufrió un colapso en el pasado, ha vuelto a alcanzar un tamaño crítico.
- Patéelos Jenny en las Antillas Menores.
- Kilauea, donde un movimiento de masas de 2000 km cúbicos tuvo lugar en 2000. Fue un movimiento lento[129] pero un colapso repentino podría afectar a todo el borde del Pacífico.[130]
- Kueishantao.
- Monte Nuovo en Ischia, que podría fallar durante la actividad magmática renovada. Tanto el deslizamiento de tierra (en Ischia) como los tsunamis (Ischia y la costa de Campania) se verían afectados.
- Se sabe poco sobre el potencial de tales tsunamis inducidos por deslizamientos de tierra en el océano Pacífico, a excepción de Hawái.
- Stromboli.[128]
- Tenerife, que en caso de un colapso durante la reanudación de la actividad máfica podría afectar al Atlántico Norte.

Si bien no son volcánicas, se han identificado amenazas de tsunami por deslizamientos de tierra submarinos frente al Gran Banco Occidental de las Bahamas. Estos pueden afectar a las Bahamas, Cuba y Florida.

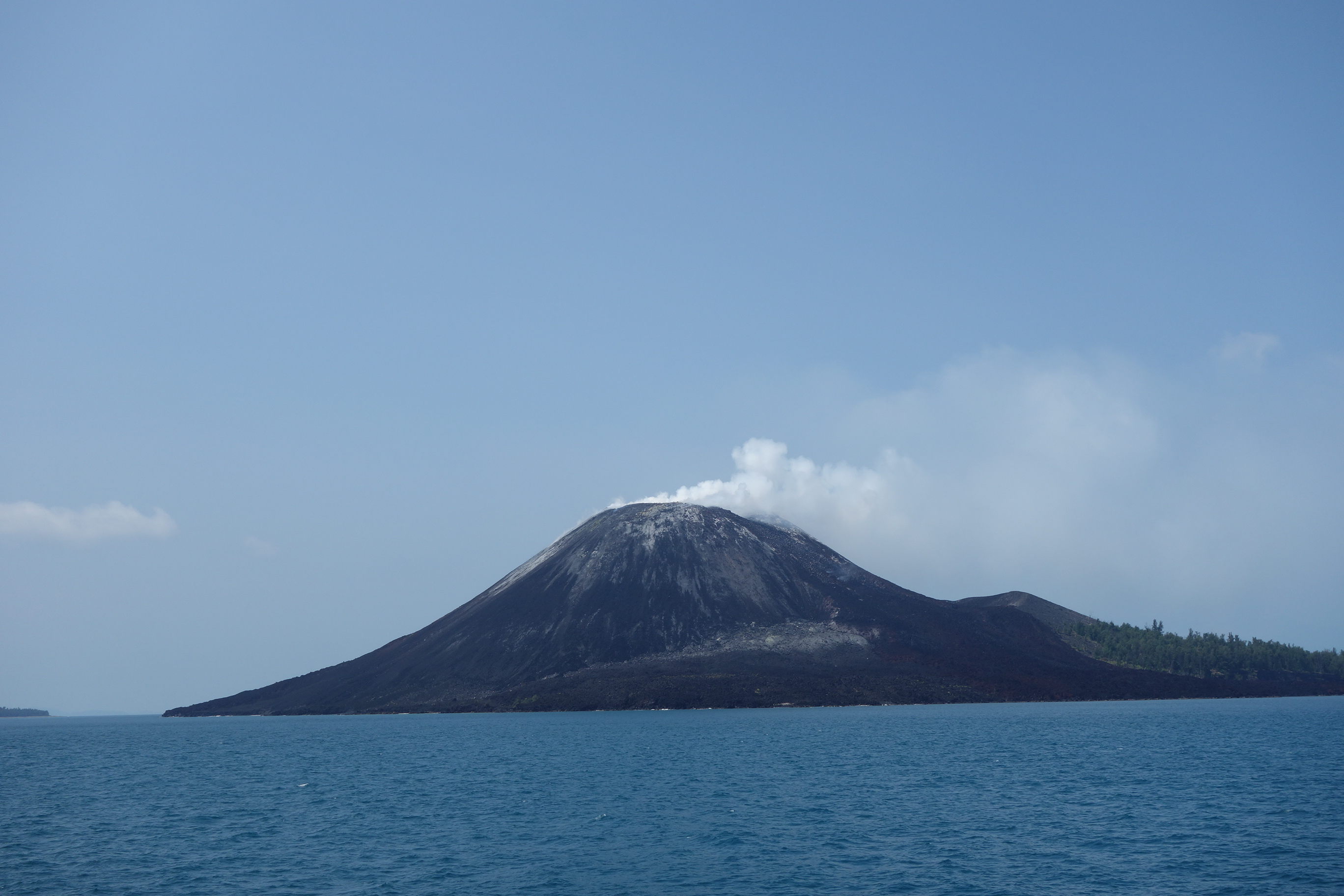
Anak Krakatau en 2013, antes del colapso de 2018
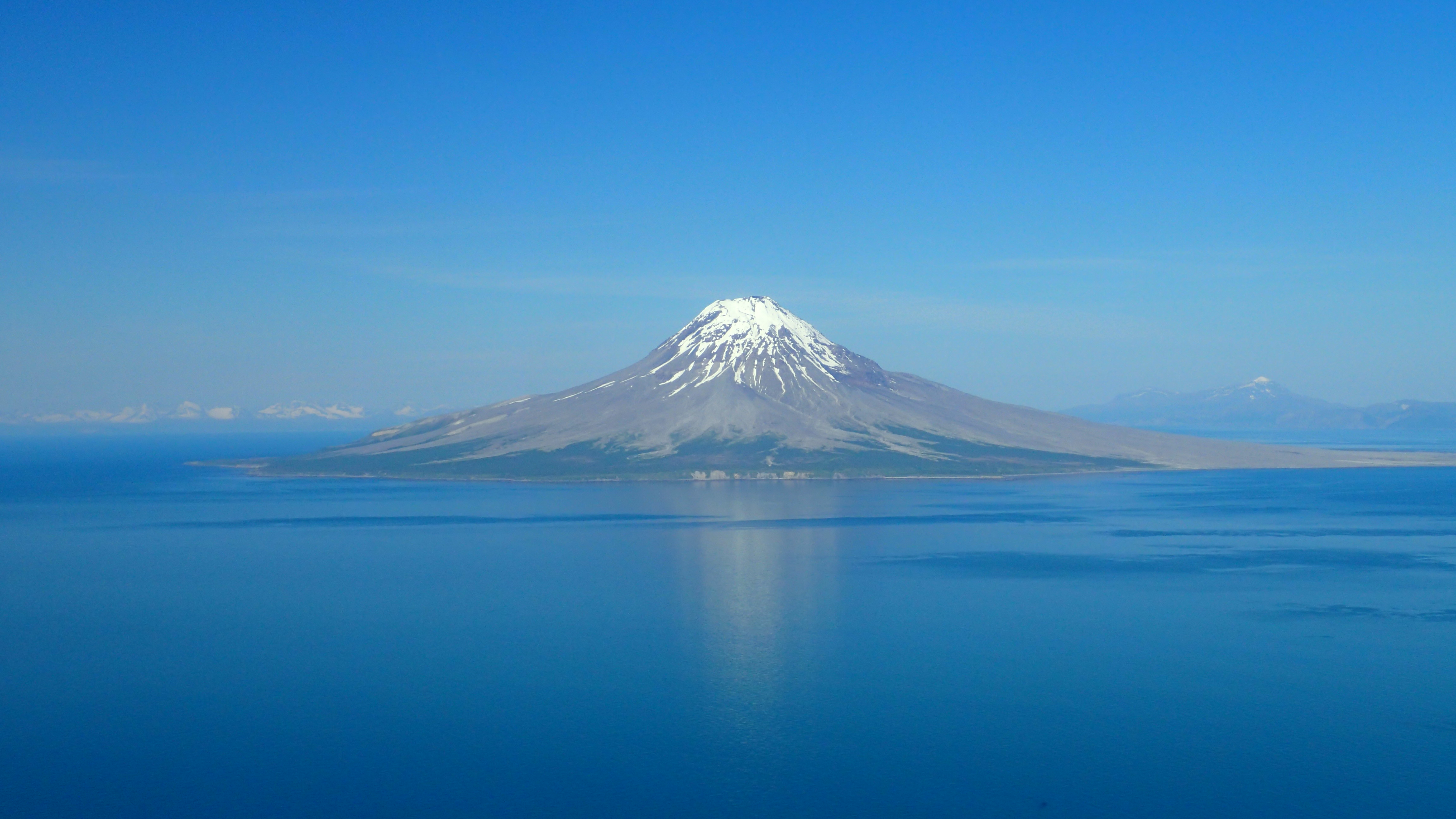
Volcán agustín
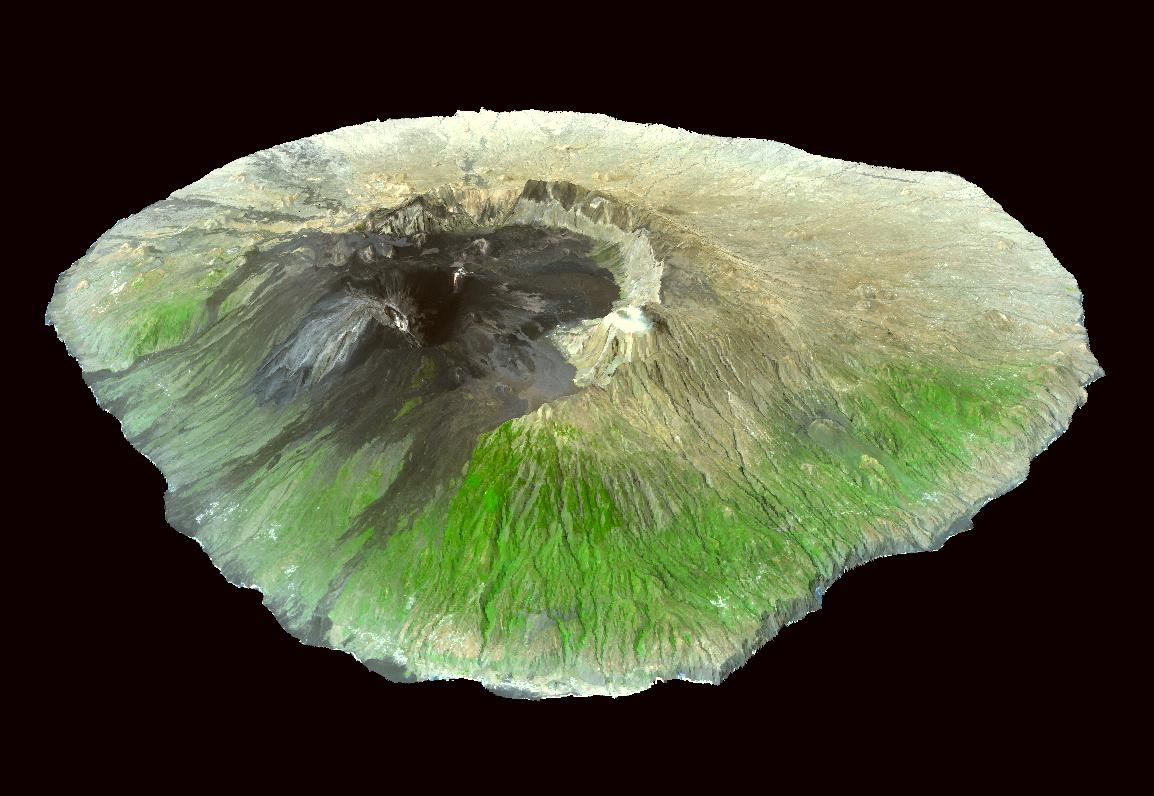
Volcán Fogo en la isla del mismo nombre
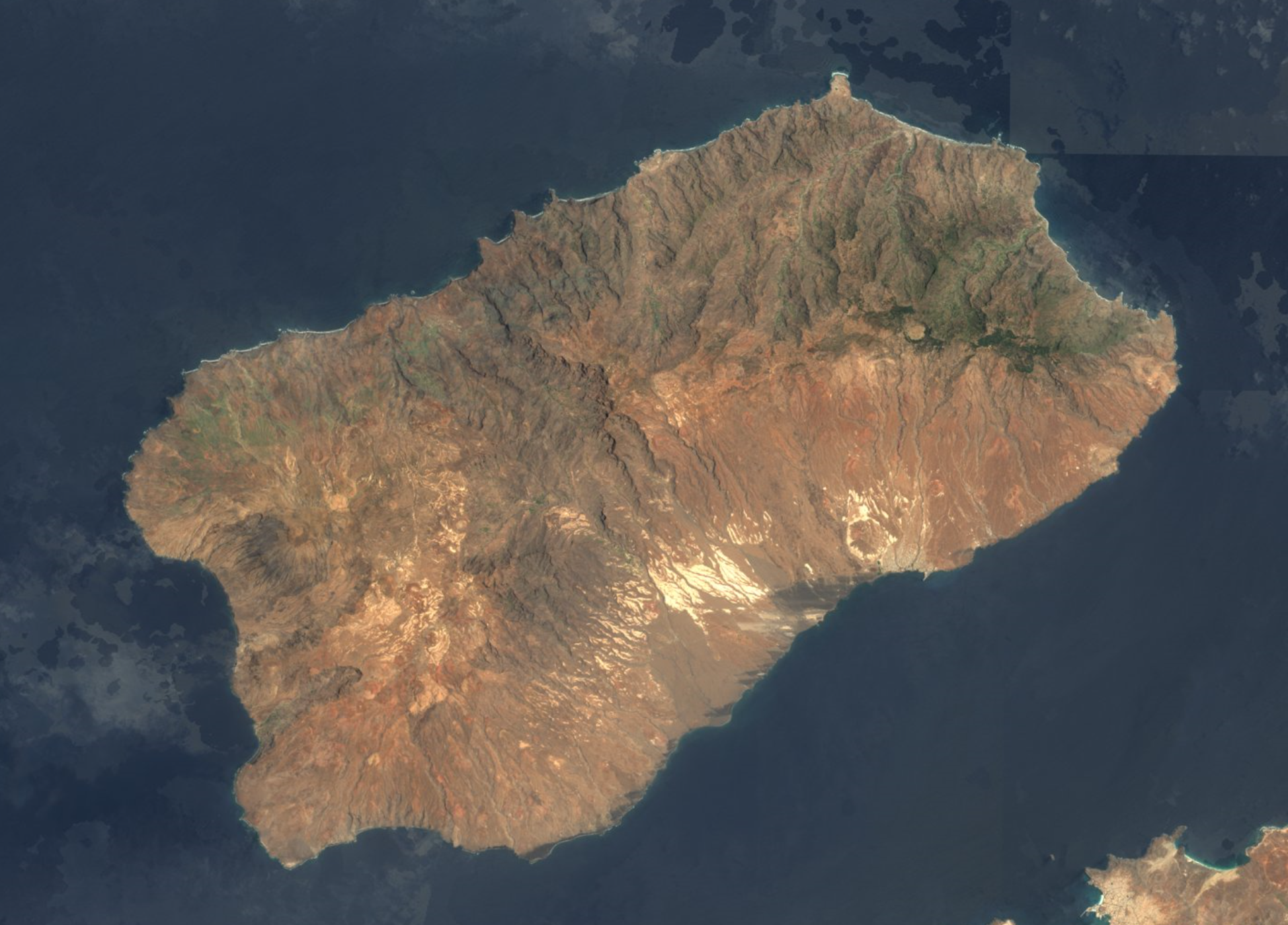
Santo Antao, Cabo Verde
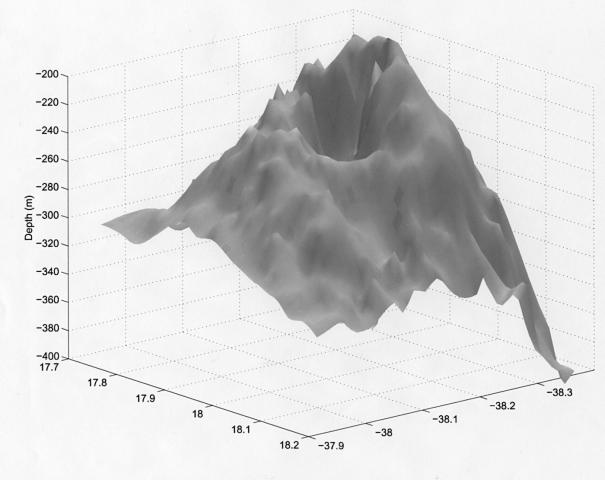
Patéalos Jenny
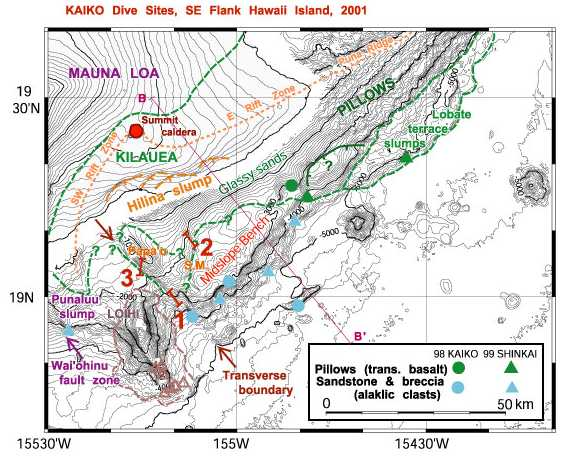
La depresión de Hilina en Kilauea
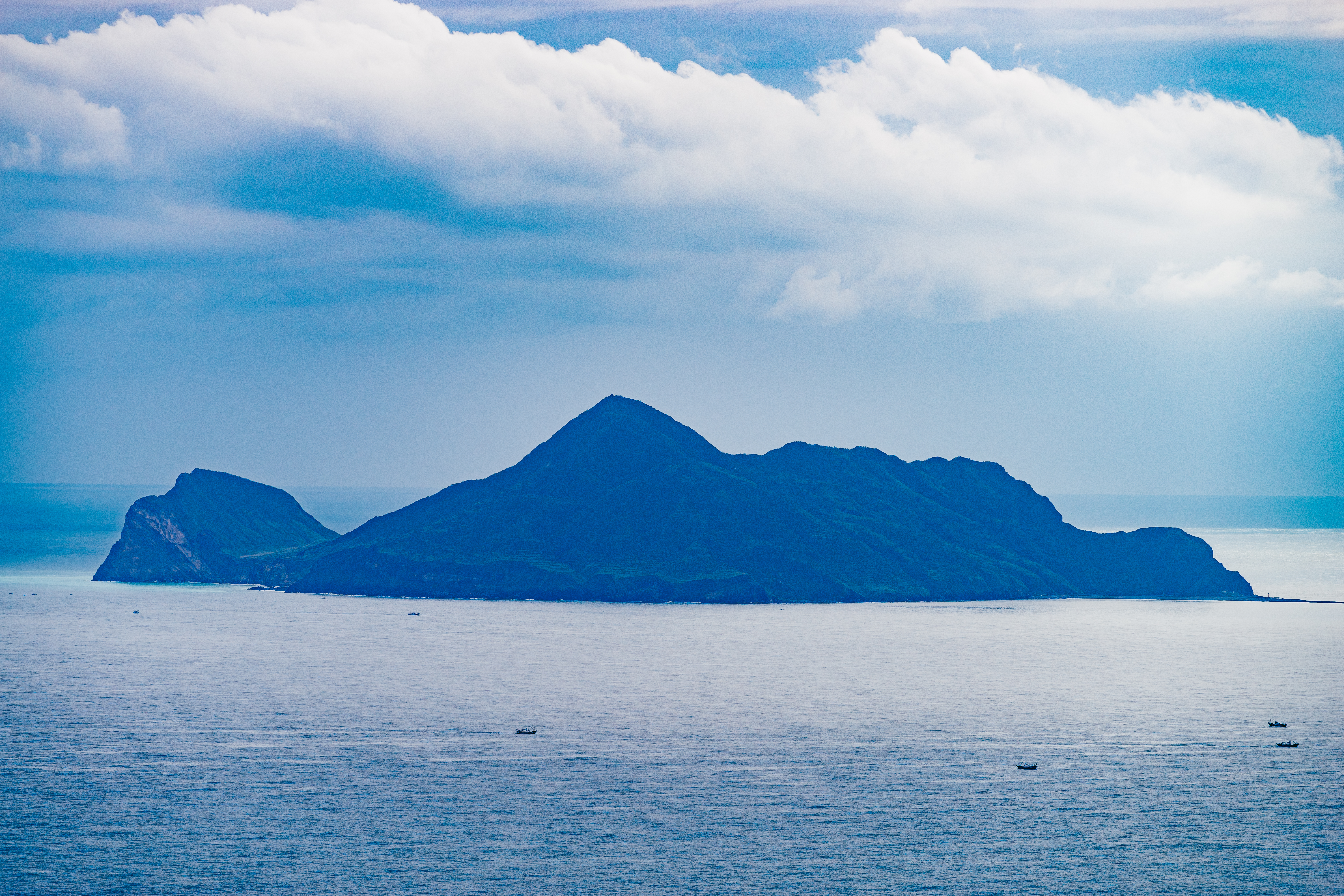
Kueishantao
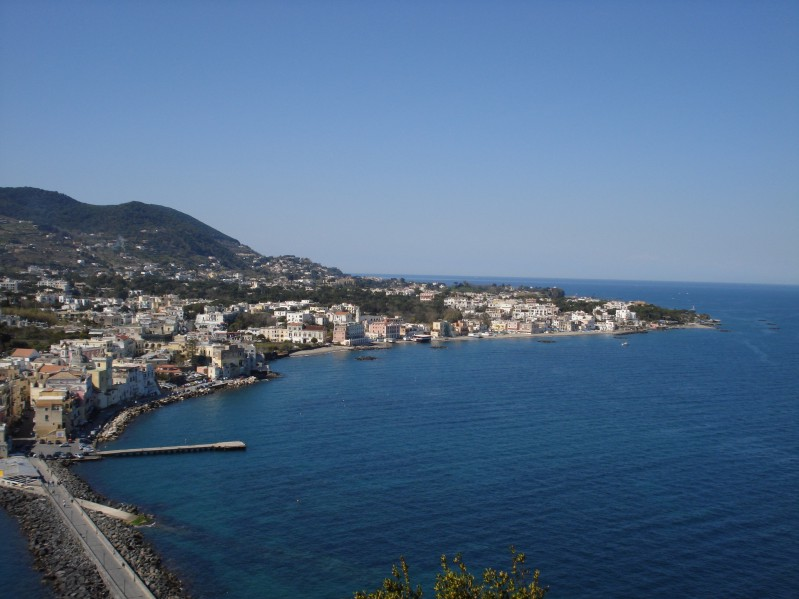
Puerto de Ischia
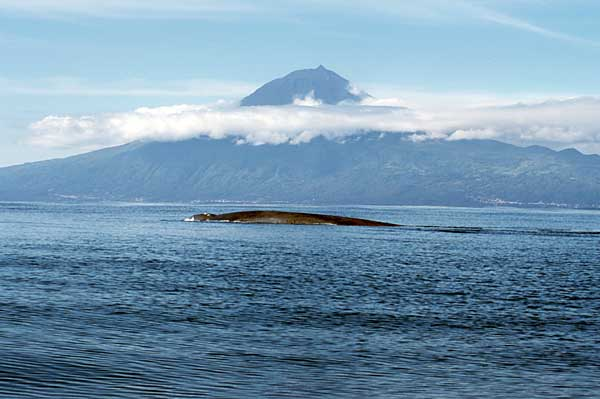
Volcán Pico en la isla de Pico
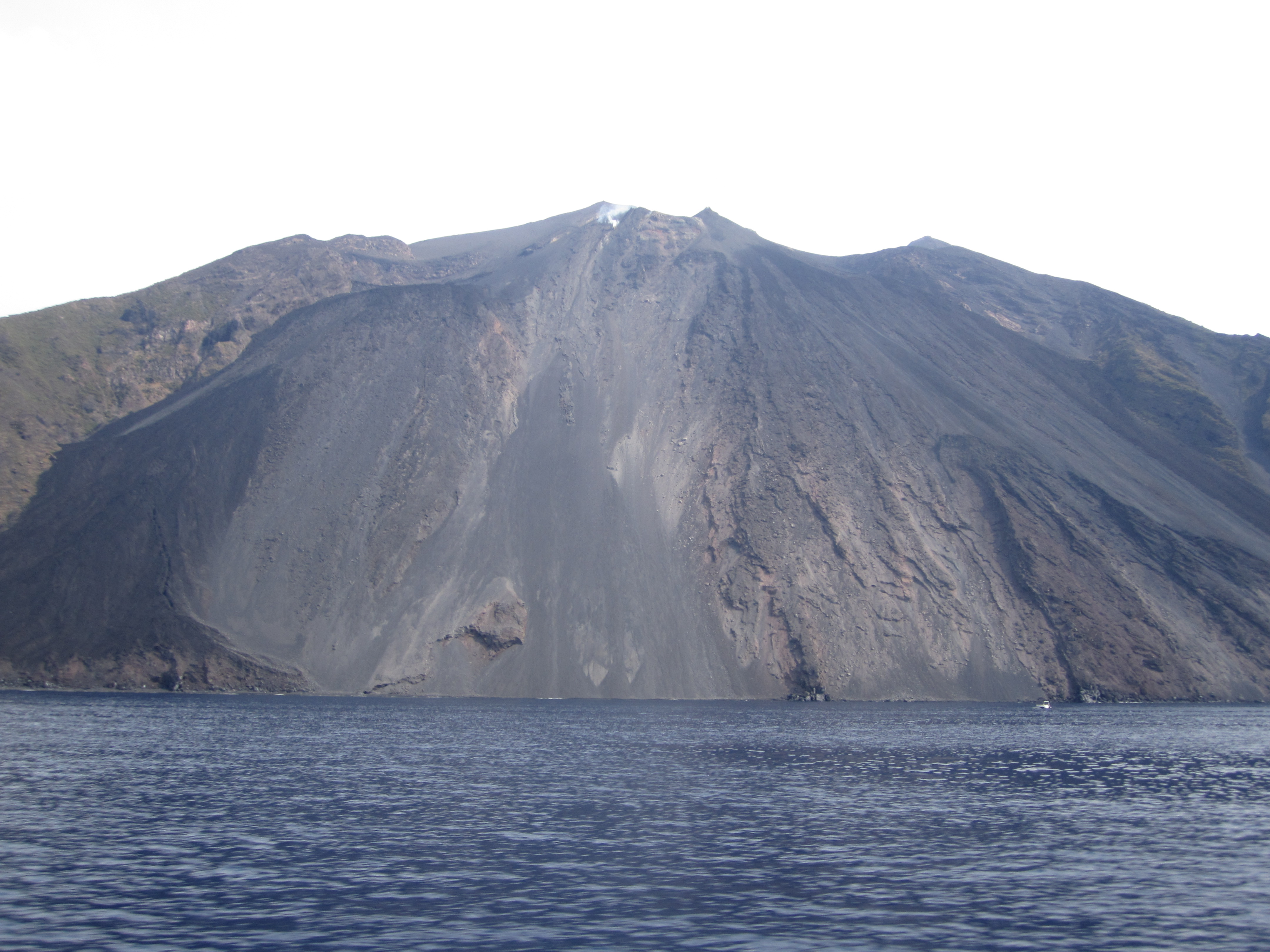
Stromboli
Tenerife
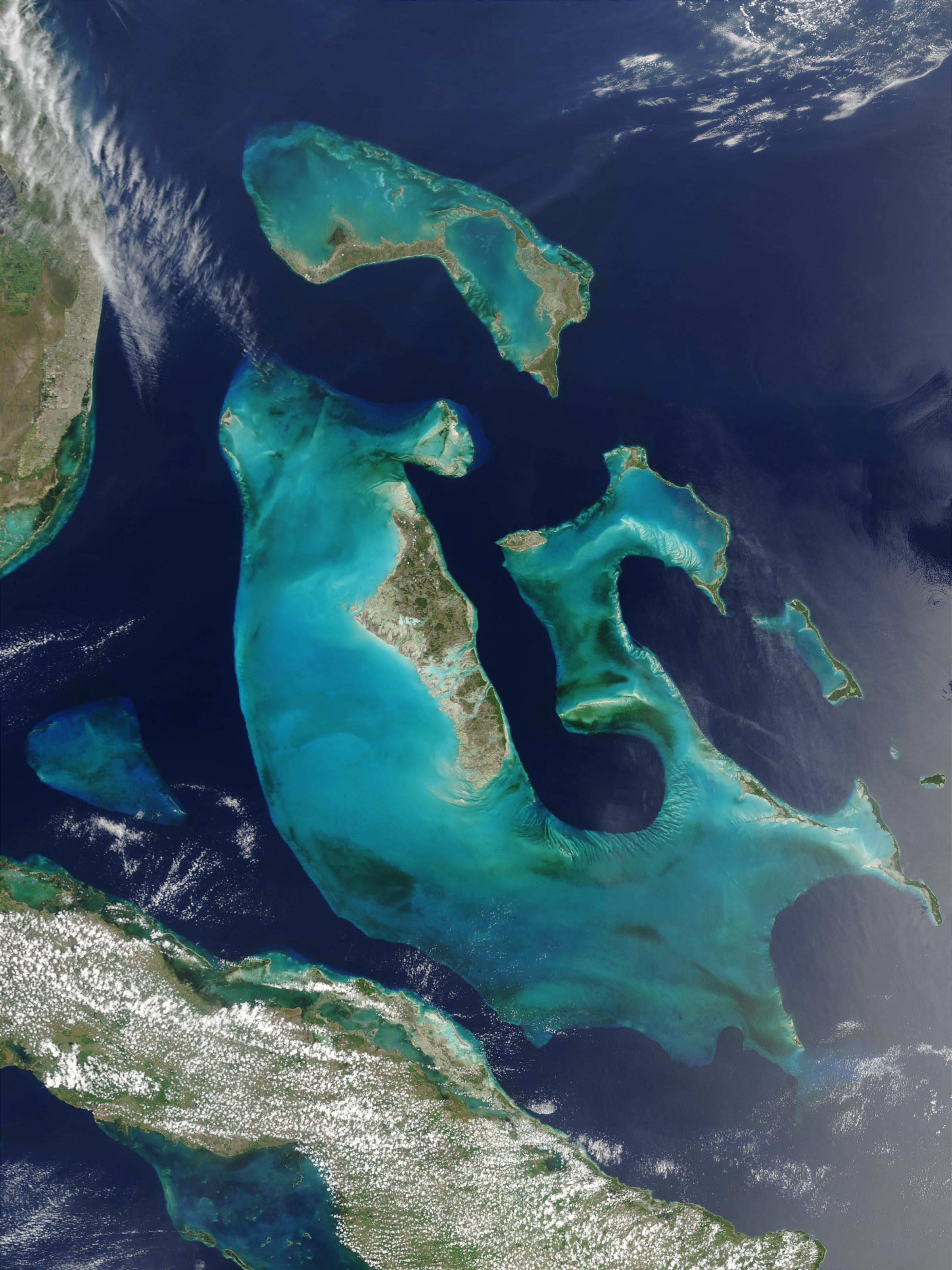
Bahamas